# Отепберген, Аян Омиралиевич
Аян Омиралиевич Отепберген (каз. Аян Өмірәліұлы Өтепберген, род. 26 апреля 1992; Алма-Ата, Казахстан) — казахстанский актёр кино и театра, певец, лауреат молодёжной премии «Серпер» (2013). Лауреат государственной молодёжной премии «Дарын» (2019).

## Биография
Аян Омиралиевич Отепберген родился 26 апреля 1992 года в городе Алматы. Происходит из подрода Тілік племени Ысты из Старшего жуза.
Детства провел в городах Тараз и Шымкент.
Мама была учителем английского языка в гимназии №8 в городе Тараз үгінде ұлттық киімдер тігетін компанияда менеджер қызметін атқарады. 1987 жылғы әпкем тұрмыс құрған, екі ұлы және бір қызы бар. Өзімнен кейінгі қарындасым Аружан Әл-Фараби атындағы қазақ ұлттық университетінде "Туризм" саласы бойынша білім алып жатыр
Әкем Тараз қаласындағы СХИ-ды тәмамдаған. Дәл қазір өзінің механик мамандығы бойынша Мұхтар Әуезов атындағы мемлекеттік академиялық драма театрында жұмыс істейді.
В 2008 году поступил и 2011 году окончил в колледж Казахской Национальной академии искусств им. Темирбека Жургенова по специальности «актёр муздрамы и кино».
В 2011 году поступил и 2015 году окончил факультет «театральное искусство» Казахской Национальной академии искусств им. Темирбека Жургенова по специальности «актёр музыкальной драмы и кино» в мастерской режиссёра, заслуженного деятеля Казахстана Асхата Маемирова.
С 2016 по 2020 год — актёр Казахского государственного академического театра драмы имени Мухтара Ауэзова.
С 1 декабря 2020 года — актёр музыкального театра юного зрителя акимата города Астана.

## Роли на сцене
Казахский государственный академический театр драмы имени М. О. Ауэзова
- Из казахской классики и современной драматургии:
- Айдар в спектакле «Абай» М. Ауэзова, реж. Е. Обаев
- отец Ахико в драме «Ахико из Актаса» М. Омаровой, реж. А. Маемиров и др.

## Фильмография
|    | Год  | Название                          | Роль                | Режиссёр         |
| -- | ---- | --------------------------------- | ------------------- | ---------------- |
| 1  | 2012 | «Войско Мын Бала»                 | Таймас главная роль | Акан Сатаев      |
| 2  | 2015 | «Рэкетир 2»                       | Туча (Толеген)      | Акан Сатаев      |
| 3  | 2016 | «Казахское ханство. Алмазный меч» | султан Бурындык     | Рустем Абдрашев  |
| 4  | 2017 | «Taytalas» сериал                 | Куаныш              | Ахат Ибраев      |
| 5  | 2018 | «Казахское Ханство. Золотой трон» | султан Бурындык     | Рустем Абдрашев  |
| 6  | 2019 | «Зеркала»                         | Акылбек             | Рашид Сулейменов |
| 7  | 2019 | «Томирис»                         | Тирас               | Акан Сатаев      |
| 8  | 2020 | «Дала қырандары»                  | Қанат               | Дархан Толегенов |
| 9  | 2021 | «Таңшолпан»                       | Жұлдыз главная роль | Жамал Жақсытай   |
| 10 | 2022 | «Ақжауын»                         | Аңсар               | Дархан Саркенов  |
| 11 | 2023 | «Ақжауын 2»                       | Аңсар               | Дархан Саркенов  |

## Дискография
- каз. Сүй, Жан Сәулем
- каз. Shekpeshi temeki
- каз. Far away Fara
- «Ты ещё не спишь»
- каз. Deja Vu
- каз. Kul

## Награды
- 2012 — Премия Фонд Первого Президента Республики Казахстан — Лидера Нации в номинации кино и театра.
- 2013 — Премия Союза Молодежи Казахстана «Серпер», за роль Таймас в фильме «Войско Мын Бала»
- 2016 — Указом Президента РК награждён юбилейной медалью «25 лет независимости Республики Казахстан»[2]
- 2018 — Государственная стипендия Первого Президента Республики Казахстан — Лидера Нации в области культуры и искусства[3][4][5]
- 2019 — Государственная молодёжная премия Правительства Республики Казахстан «Дарын» в номинации «Театр и кино» (27 ноября 2019 года)[6][7]